# Nora K. Jemisin

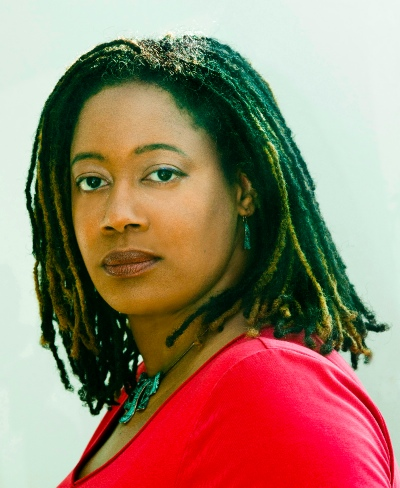
N. K. Jemisin

Nora K. Jemisin (publicerend als N.K. Jemisin) is een Amerikaans schrijfster van speculatieve fictie, voornamelijk fantasy en sciencefiction. Ze debuteerde in 2010 met The Hundred Thousand Kingdoms, dat genomineerd werd voor een Nebula Award in datzelfde jaar. Grote bekendheid verwierf ze met de drie boeken van de Broken Earth-serie (2015-2017), die alle drie bekroond werden een Hugo Award voor beste roman van het jaar – de eerste keer dat een auteur deze prestigieuze prijs drie opeenvolgende jaren won, en de eerste keer dat elk deel van een trilogie afzonderlijk bekroond werd. In Nederland wordt de Gebroken Aarde-trilogie uitgegeven door Luitingh-Sijthoff.

## Biografie
Jemisin werd geboren in Iowa City en groeide op in New York en Mobile (Alabama). In 1990-1994 studeerde ze aan de Tulane University. Haar M. Ed behaalde ze aan de University of Maryland, College Park.
Jemisin is een voormalig lid van de in Boston gevestigde schrijfgroep BRAWLers en tevens een lid van de Altered Fluid. Ze heeft een aantal korte verhalen gepubliceerd en debuteerde in 2010 met haar roman The Hundred Thousand Kingdoms. 
Naast haar carrière als schrijfster werkt Jemisin als raadgever.

## Werk
De thematiek van culturele conflicten en onderdrukking is prominent aanwezig in haar werk. In 2010 werd The Hundred Thousand Kingdoms genomineerd voor een Nebula Award en de drie delen van de Broken Earth-serie wonnen allemaal de Hugo Award van dat jaar. In 2019 begon bij DC Comics de comic-serie Far Sector, geschreven door Jemisin en met artwork van Jamal Campbell. 

## Romans
The Inheritance Trilogy
- 2010 - The Hundred Thousand Kingdoms
- 2010 - The Broken Kingdoms
- 2011 - The Kingdom of Gods

The Broken Earth
- 2015 - The Fifth Season
- 2016 - The Obelisk Gate
- 2017 - The Stone Sky

Great Cities
- 2020 - The City We Became
- 2022 - The World We Make

## Kortverhalen
- 2004 - Too Many Yesterdays, Not Enough Tomorrows
- 2004 - L'Alchimista Scattered Covered Smothered
- 2005 - Red Riding-Hood's Child
- 2005 - Dragon Cloud Skies
- 2007 - The Brides of Heaven
- 2007 - The Narcomancer
- 2007 - Bittersweet
- 2007 - The You Train
- 2008 - Playing Nice With God's Bowling Ball
- 2009 - Non-Zero Probablities
- 2010 - Sinners, Saints, Dragons, and Haints, in the City Beneath the Still Waters
- 2010 - The Effluent Engine
- 2010 - On the Banks of the River Lex
- 2011 - The Effluent Engine
- 2011 - The Trojan Girl
- 2012 - Valedictorian
- 2014 -- Walking Awake
- 2014 - Stone Hunger
- 2015 - Sunshine Ninety-Nine
- 2016 - The City Born Great
- 2016 - Red Dirt Witch
- 2016 - The Evaluators
- 2017 - Henosis
- 2017 - Give Me Cornbread or Give Me Death
- 2018 - The Storyteller's Replacement
- 2018 - The Elevator Dancer
- 2018 - Cuisine des Mémoires
- 2019 - Emergency Skin
- 2020 - The Ones Who Stay and Fight
- 2023 - Reckless Eyeballing